# Amtshaus (Weißenfels)

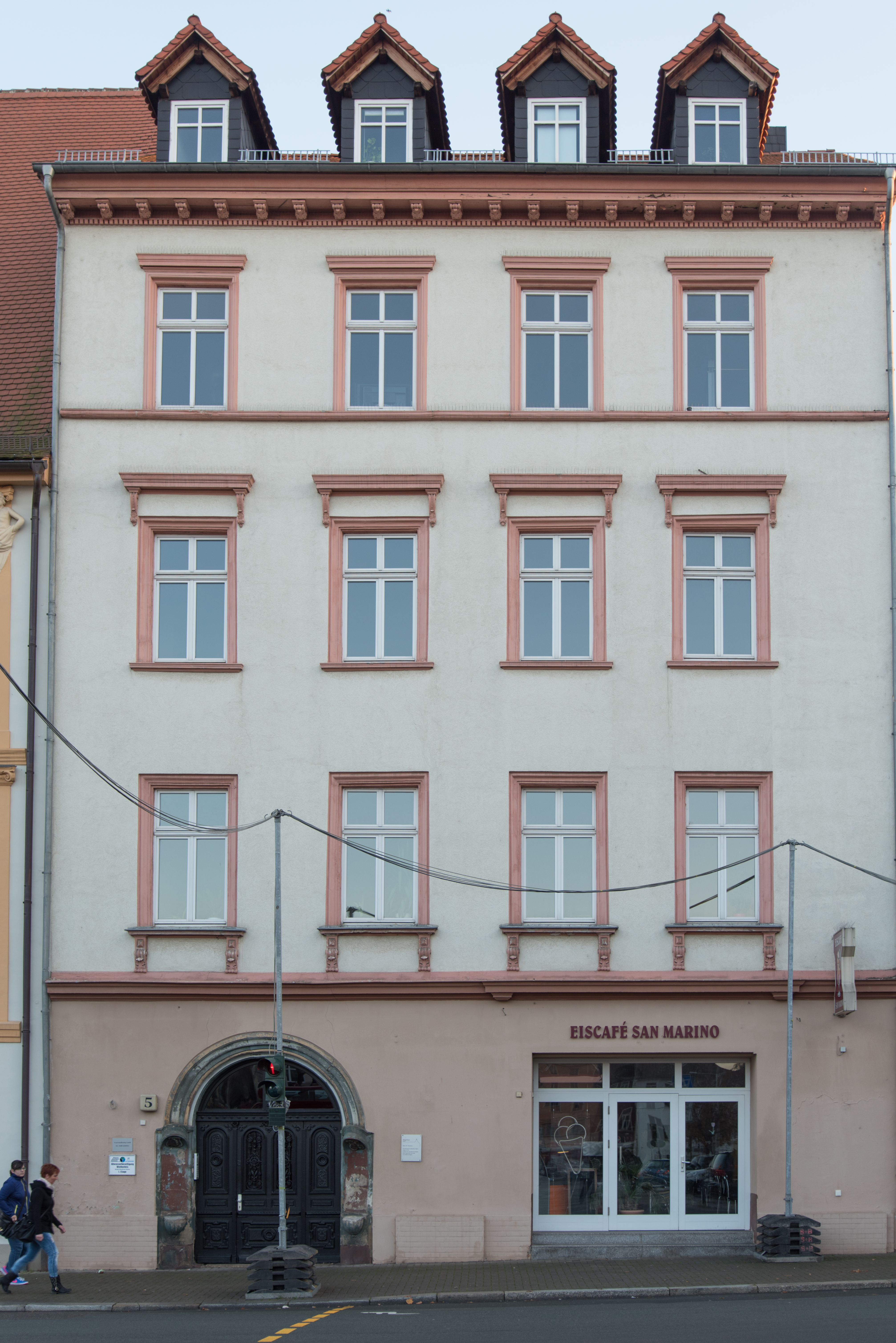
Amtshaus am Markt

Das Amtshaus ist ein denkmalgeschütztes Gebäude in der Stadt Weißenfels in Sachsen-Anhalt. Im örtlichen Denkmalverzeichnis ist das Gebäude unter der Erfassungsnummer 094 11361 als Baudenkmal verzeichnet.

## Geschichte
Das Wohn- und Geschäftsgebäude mit der Adresse Am Markt 5 in Weißenfels wurde 1553 vom kursächsischen Hofrat und thüringischen Oberhauptmann Christoph von Werther erbaut. Es erhielt bald den Status eines Freihauses und war damit von allen Abgaben und Steuern befreit. Erste Umbauarbeiten erfolgten 1592. Das Sonderprivileg wurde dem Haus 1673 entzogen und dem Nachbarhaus, dem Sächsischen Hof, verliehen. Durch die ständigen Eigentümerwechsel und Funktionen trug das Gebäude im Laufe der Zeit verschiedene Namen:
- kurfürstlicher Geleitshof
- herzogliches Amtshaus
- Fälknerscher
- Amts- oder Gradgericht (1644)
- Zastrov’sche Haus (1654)
- Schmidt’sche Haus (1660)
- Bauer’s Haus (1703)
- Mangold’sches Haus (1717)
- Persdorff’er Haus

Von 1947 bis 1958 wohnte Martin Gregor-Dellin in diesem Gebäude. Heute befindet sich ein Eiscafé im Erdgeschoss.

## Beschreibung
Der Eingang des Hauses ist ein Sitznischenportal mit einem sächsischen Wappen. Das Haus hat ein einfaches Satteldach und kleine Gesimse bei den Fenstern der oberen beiden Stockwerke. Im Ganzen ist das Äußere des Gebäudes eher schlicht.